# Otto Olsen (musiker)
 For alternative betydninger, se Otto Olsen. (Se også artikler, som begynder med Otto Olsen)
Carl Otto Olsen (8. januar 1882 i København - 11. februar 1946 smst) var en dansk pianist, cellist, komponist og dirigent.
Han var uddannet af bl.a. Louis Glass og rejste siden på studierejser til Tyskland og Frankrig. Fra 1903-1931 var han cellist i Tivolis koncertsals Orkester, og fungerede fra 1911 ind imellem som dirigent. Desuden var han klaverlærer og akkompagnetør.

## Musikken
- Sommerdaw (mandskor – 1930)
- Serenade paa en Pind (mandskor – 1943)
- Naar Sol gaar under – Symfonisk Stemning (orkester – 1906)
- Vort Modersmaal – Dansk koncertouverture, op. 3 (orkester – 1906)
- Romance for cello og orkester (1910)
- Agnete og Havmanden (strygere – 1914)
- Rhapsodie danoise, op. 6 (orkester – 1916)
- Menuet og Gavotte (orkester – 1924)
- 3 Sange op. 8
- Polonaise festivo, op. 9 (orkester)

- Sange for mandskor og blandet kor a capella
- Forspil til Oliver Twist (orkester)
- Scherzo for fløjte og orkester
- Deux tableaus anciens (violin og orkester)
- Lyriske Klaverstykker.
- Flyvende Sommer (sangcyklus – tekst: Viggo Stuckenberg)
- Serenade I Venezia laves et kosteligt Glas (sang – tekst: Helge Rode)